# Tensioactiu

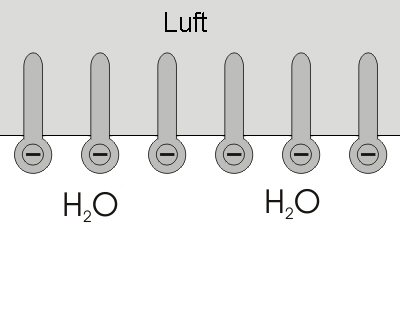
Capa superficial d'un tensioactiu sobre una superfície d'aigua.

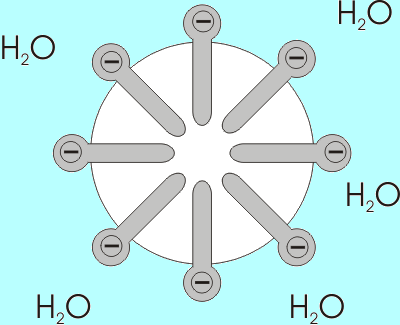
micela

Un tensioactiu o surfactant és una substància que influeix, per mitjà de la tensió superficial, en la superfície de contacte entre dues fases (p. ex., dos líquids insolubles l'un en l'altre). Quan s'utilitzen en la tecnologia domèstica es denominen emulgents sobreemulsionants, és a dir, substàncies que permeten aconseguir o mantenir una emulsió. Entre els tensioactius hi ha les substàncies sintètiques que es fan servir regularment en el rentat, entre les quals s'inclouen productes com detergents per a rentar la roba, per a rentavaixelles, productes per a eliminar la pols de les superfícies i els xampús. Van ser desenvolupats en la primera meitat del segle XX i han desplaçat àmpliament el sabó tradicional.
Aquestes propietats les presenten a conseqüència de la seva estructura molecular. Les molècules dels tensioactius tenen un extrem hidròfob o hidròfug i l'altre hidròfil, és a dir, soluble en l'aigua. Es diu que són molècules amfipàtica o anfifíliques. En contacte amb l'aigua les molècules individuals s'orienten de tal manera que la part hidròfuga sobresurt de la superfície de l'aigua encarades cap amunt o bé s'ajunten amb les parts hidròfugues d'altres molècules, formant bombolles en què les parts hidròfugues queden a l'interior, i les parts solubles en l'aigua queden a la perifèria dissolts en l'esmentada aigua. Aquestes estructures es denominen micel·les.
Es classifiquen segons el poder de dissociació del tensioactiu en presència d'un electròlit i segons les propietats fisicoquímiques. Poden ser no iònics o iònics, els quals, segons la càrrega que tingui l'extrem que presenta l'activitat de superfície, poden ser aniònics, catiònics o amfòters.
Els iònics presenten una forta afinitat per l'aigua a causa de l'atracció electroestàtica cap als dipols de l'aigua. Per això poden arrossegar les solucions de cadenes d'hidrocarburs: per exemple, l'àcid ricinoleic o pàlmic sense ionitzar és pràcticament insoluble; en canvi el ricinoleat sòdic -completament ionitzat- és soluble.

## El sabó
El sabó s'obté escalfant un oli o un greix amb un hidròxid fort, com la potassa càustica (hidròxid de potassi) o la sosa càustica (hidròxid de sodi). En la reacció es desprèn glicerina i aigua. Hi ha dues menes de sabó: el sabó de tocador i el de rentar. El de tocador s'obté amb hidròxid de potassi, conté glicerina, que li confereix suavitat, i és tou. El sabó de rentar es fa amb sosa o hidràxid de sodi i és molt més dur. Tanmateix, la duresa depèn de la quantitat d'aigua que es deixi al producte final.
Una molècula de sabó té un extrem polar o iònic i un altre extrem no polar, format per la cadena hidrocarbonada de dotze a divuit àtoms de carboni provinent de l'oli. El grup polar tendeix a fer el sabó soluble en l'aigua (hidròfil) mentre que la porció no polar (l'hidrocarbur) tendeix a fer-lo soluble en greixos (hidròfob o lipòfil). És per això que els emulsiona. Les substàncies que disminueixen la tensió superficial d'un líquid o l'acció interfacial entre dos líquids, s'anomenen agents tensioactius .

## Detergents sintètics
L'eficàcia limitada del sabó com a agent netejador va impulsar la indústria dels detergents. Encara que aquests compostos varien considerablement en l'estructura química, tots presenten molècules amb un extrem format per cadena hidrocarbonada no polar, soluble en greixos, i un altre extrem polar, soluble en l'aigua.
Estructuralment els detergents poden ser de dues menes:
1. Sals sòdiques dels sulfats d'alquil, derivats dels alcohols de cadena llarga.
2. Sals sòdiques dels àcids alquilbencenosulfònics de cadena lineal, els sulfonats d'alquilbencè  lineal o LES (Linear Alkylbenzene sulfonat).

El detergent actua de la mateixa manera que el sabó, però té alguns avantatges: és més eficient en aigües dures, perquè els alquilsulfats i els alquilsulfonats de calci i de magnesi són solubles en l'aigua. A més a més, en ser sals d'àcids i bases fortes produeix solucions neutres; en canvi el sabó, com que prové d'un oli (o un greix) -que és un àcid feble- combinat amb una base forta, produeix solucions lleugerament alcalines.

## Usos en adrogueria i cosmètica
Els tensioactius aniònics són els ingredients principals dels productes d'acció desgreixant: xampú, sabó de mans, gel de dutxa, detergent de rentadora, detergent de rentavaixelles, etc. Els tensioactius catiònics se solen utilitzar com a condicionadors: mascara capil·lar, suavitzant tèxtil, etc.

## Surfactant pulmonar
Rep aquest nom una substància present en els pulmons (específicament en els alvèols), composta principalment per fosfolípids, en un 80% (el predominant és la dipalmitoilfosfatidilcolina o DPPC), lípids neutrals (en un 8%) i proteïnes (en un 12%). La funció principal que té és reduir la tensió superficial alveolar. La DPPC per si sola ja pot reduir-la, però calen els altres components per facilitar l'adsorció a la superfície i augmentar la defensa contra patògens inhalats).
Aquests compostos, bé sigui sintetitzats artificialment o bé extrets d'animals, s'administren a nadons prematurs que necessiten assistència ventilatòria.

## Riscos de seguretat i medi ambient
La majoria dels tensioactius aniònics i no iònics no són tòxics, amb una DL50 comparable a la sal de taula. La toxicitat dels compostos d'amoni quaternari, que són antibacterians i antifúngics, varia. Els clorurs de dialquildimetilamoni ( DDAC, DSDMAC) utilitzats com a suavitzants de teixits tenen un alt DL50 (5 g/kg) i són essencialment no tòxics, mentre que el desinfectant clorur d'alquilbenzildimetilamoni té una DL50 de 0,35 g/kg. L'exposició prolongada als tensioactius pot irritar i danyar la pell perquè els tensioactius pertorben la membrana lipídica que protegeix la pell i altres cèl·lules. La irritació de la pell generalment augmenta en la sèrie de tensioactius no iònics, amfòters, aniònics i catiònics.
Els tensioactius es dipositen habitualment de moltes maneres a la terra i als sistemes d'aigua, ja sigui com a part d'un procés previst o com a residus industrials i domèstics.
Els tensioactius aniònics es poden trobar directament als sòls com a resultat de l'aplicació de llots de depuradora, el reg d'aigües residuals i els processos de reparació. Concentracions relativament altes de tensioactius juntament amb multimetalls poden representar un risc ambiental. En concentracions baixes, és poc probable que l'aplicació de tensioactius tingui un efecte significatiu en la mobilitat de les traces de metalls.
En el cas del vessament de petroli de Deepwater Horizon, quantitats sense precedents de Corexit es van ruixar directament a l'oceà a la fuita i a la superfície de l'aigua del mar. La teoria aparent era que els tensioactius aïllen les gotes d'oli, facilitant la digestió del petroli als microbis que consumeixen petroli. L'ingredient actiu de Corexit és el sulfosuccinat de diòctil sòdic (DOSS), el monooleat de sorbitan (Span 80) i el monooleat de sorbitan polioxietilenat (Tween-80 ).

### Biodegradació
A causa del volum de tensioactius alliberats al medi ambient, per exemple degut als detergents per a la roba que acaben a les aigües, la seva biodegradació és de gran interès. Atreu molta atenció la no biodegradabilitat i la persistència extrema del fluorosurfactant, per exemple, l'àcid perfluorooctanoic (PFOA). Les estratègies per millorar la degradació inclouen el tractament amb ozó i la biodegradació. Dos tensioactius principals, els alquilbenzè sulfonats lineals (LAS) i els etoxilats d'alquil fenol (APE) es descomponen en condicions aeròbiques que es troben a les plantes de tractament d'aigües residuals i al sòl a nonilfenol, que es creu que és un disruptor endocrí. L'interès pels tensioactius biodegradables ha portat a un gran interès pels "biosurfactants" com els derivats dels aminoàcids. Els tensioactius de base biològica poden oferir una biodegradació millorada. Tanmateix, si els tensioactius danyen les cèl·lules dels peixos o causen muntanyes d'escuma a les masses d'aigua depèn principalment de la seva estructura química i no de si el carboni utilitzat originalment prové de fonts fòssils, diòxid de carboni o biomassa.